# Natati la Khayay
 (хебр. נתתי לה חיי; у преводу Дао сам јој свој живот) песма је израелске поп-рок групе Каверет која је представљала Израел на Песми Евровизије 1974. у Брајтону. Био је то други по реду  наступ Израела на том такмичењу. Аутори песме су били чланови бенда Дани Сандерсон, који је поред музике радио и на тексту, и Алон Олеартчик који је писао текст. Током наступа на Евросонгу бенд је наступио под именом Poogy.  
Током финалне вечери Евросонга која је одржана 6. априла, израелски представници су наступили као шести по реду, а такмичење су окончали на 7. месту (у конкуренцији 17 земаља) са укупно 11. освојених бодова.
Песма је у самом Израелу изазвала одређене контроверзе пошто су поједини делови текста посматрани као критика власти тадашње израелске премијерке Голде Мејр и подршка стварању палестинске државе. 